# Lauritz Schoof
Lauritz Schoof (ur. 7 października 1990 w Rendsburgu) – niemiecki wioślarz, mistrz olimpijski, dwukrotny wicemistrz świata, mistrz Europy.
Złoty medalista igrzysk olimpijskich 2012 w Londynie. Załoga w składzie: Schoof, Karl Schulze, Philipp Wende, Tim Grohmann zajęła 1. miejsce w czwórce podwójnej.

## Osiągnięcia
| Rok  | Impreza                     | Miejsce          | Konkurencja          | Lokata     |
| ---- | --------------------------- | ---------------- | -------------------- | ---------- |
| 2007 | Mistrzostwa świata juniorów | Pekin            | czwórka bez sternika | 7. miejsce |
| 2008 | Mistrzostwa świata juniorów | Linz             | dwójka podwójna      | 1. miejsce |
| 2009 | Mistrzostwa świata U-23     | Račice           | jedynka              | 1. miejsce |
| 2010 | Mistrzostwa Europy          | Montemor-o-Velho | czwórka podwójna     | 4. miejsce |
| 2010 | Mistrzostwa świata          | Hamilton         | czwórka podwójna     | 4. miejsce |
| 2011 | Mistrzostwa świata          | Bled             | czwórka podwójna     | 2. miejsce |
| 2012 | Igrzyska olimpijskie        | Londyn           | czwórka podwójna     | 1. miejsce |
| 2013 | Mistrzostwa Europy          | Sewilla          | czwórka podwójna     | 1. miejsce |
| 2013 | Mistrzostwa świata          | Chungju          | czwórka podwójna     | 2. miejsce |